# 波斯蒂廖内
波斯蒂廖内（義大利語：Postiglione），是意大利萨莱诺省的一个市镇。总面积47平方公里，人口2313人，人口密度49.2人/平方公里（2009年）。ISTAT代码为065101。